# Лопатодзьоб жовточеревий
Лопатодзьоб жовточеревий (Platyrinchus flavigularis) — вид горобцеподібних птахів родини тиранових (Tyrannidae). Мешкає в Андах.

## Підвиди
Виділяють два підвиди:
- P. f. flavigularis Sclater, PL, 1862 — Анди в Колумбії, Еквадорі і Перу (на південь до гірського хребта Кордильєра-де-Вількабамба в Куско);
- P. f. vividus Phelps & Phelps Jr, 1952 — гори Сьєрра-де-Періха, Венесуельські Анди.

## Поширення і екологія
Жовточереві лопатодзьоби мешкають у Венесуелі, Колумбії, Еквадорі і Перу. Вони живуть в підліску вологих гірських тропічних лісів. Зустрічаються на висоті від 750 до 2300 м над рівнем моря, переважно на висоті від 1250 до 2100 м над рівнем моря. Живляться комахами та іншими дрібними безхребетними, яких шукають серед рослинності.